# 谷沢竜蔵

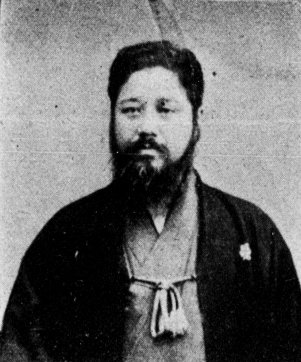
谷沢竜蔵

谷沢 竜蔵（たにざわ りゅうぞう、嘉永5年6月10日（1852年7月26日） - 大正7年（1918年）4月1日）は、衆議院議員（立憲革新党→山下倶楽部→帝国党→大同倶楽部）、弁護士。

## 経歴
若狭国遠敷郡西津村（現在の福井県小浜市）に小浜藩士渡辺瀬平の二男として生まれ、谷沢氏の養子となった。小浜藩校で学んでいたが、1868年（明治元年）に貢進生に選ばれ、東京に遊学して法学・経済学を学んだ。1871年（明治4年）、廃藩置県により小浜藩が廃止され、敦賀県が設置されると郷里に帰った。1876年（明治9年）に代言人規則が制定されると、免許を受けて事務所を開いた。同年、敦賀県が廃止され滋賀県に編入されると大津に事務所を移し、1880年（明治13年）より大津代言人組合会長を務めた。
1888年（明治21年）、滋賀県会議員に当選。翌年、大津町会議員にも選ばれた。1891年（明治24年）の大津事件では津田三蔵の弁護を担当した。1892年（明治25年）、県会議員に再選された。
1894年（明治27年）の第4回衆議院議員総選挙で当選し、第5回衆議院議員総選挙でも再選された。1899年（明治32年）、再び県議となり、議長に選出された。その後も第7回衆議院議員総選挙・第9回衆議院議員総選挙で再選された。